# Ongar (Essex)
Ongar est un village et une paroisse civile de l'Essex, en Angleterre.